# Nneka
Nneka, właśc. Nneka Egbuna (ur. 26 grudnia 1981 w Warri, Nigeria) – nigeryjska wokalistka soul/hip-hop/reggae, poetka.

## Twórczość
W wieku 19 lat wyjechała do Hamburga, aby tam rozpocząć studia z dziedziny antropologii. Podczas pobytu w Niemczech poznała hiphopowego twórcę DJ Farhota i z nim zagrała swoje pierwsze koncerty. Zadebiutowała minialbumem The Uncomfortable Truth (2005), a następnie płytą Victim Of Truth, którą brytyjski Sunday Times określił mianem „równie dobrej, co The Miseducation Of Lauryn Hill”. Nneka podobnie jak Lauryn Hill z okresu Fugees, w swoje rymy wplata soulowe wokalizy i afrykańskie motywy muzyczne. Jest reprezentantką sceny soul w Europie. Brzmienie jej płyty "No Longer At Ease" (2008) zainspirowali tacy artyści jak: Gnarls Barkley, Sean Paul czy Bilal.
Wokalistka po raz pierwszy zagościła w Polsce na początku kwietnia 2009. Nigeryjska wokalistka wspólnie z zespołem instrumentalistów zagrała 2 kwietnia w Krakowie (Manghha), 3 kwietnia we Wrocławiu (klub Strefa WZ) oraz 4 kwietnia w Warszawie (Palladium). Po raz czwarty wystąpiła w Polsce, na festiwalu w Gdańsku Gdańsk Dźwiga Muzę 10 sierpnia. Jej ostatni koncert miał miejsce 22.11.2014 podczas jedenastej edycji One Love Sound Fest we Wrocławiu.
Trzeci album artystki, zatytułowany "Concrete Jungle", ukazał się 2 lutego 2010. Jest to zarazem pierwszy album Nneki, który ukazał się w USA.

## Dyskografia

### Albumy
- The Uncomfortable Truth (EP) (2005)
- Victim of Truth (2005)
- No Longer at Ease (2008)
- Concrete Jungle (2010)
- Soul is heavy (2011)
- My Fairy Tales (2015)

### Single
- The Uncomfortable Truth (2005)
- Beautiful (2006)
- God Of Mercy (2006)
- Africans (2007)
- Heartbeat (2008)
- Walking (2008)
- Viva Africa (2010)
- Soul Is Heavy (2011)
- Shining Star (2011)
- My Love, My Love (2015)